# 서울웹툰아카데미
서울웹툰아카데미(SWASeoul webtoon academy)는 웹툰작가 양성을 목적으로 설립된 언론부설 평생교육기관으로, 서울특별시 성동구에 위치하고 있다. 웹툰 작가, 스토리텔러, 일러스트레이터와 같은 현장 전문가들이 분야별 멘토로 참여하고 있다. SWA는 1년에 3학기 총 2년 6학기 과정으로 운영되고있다. 

## 멘토[1]
- 박인하 작가
- 이종규 작가
- 김용회 작가
- 최호철 작가
- 이나래 작가
- 맛스타 작가
- 박소    작가
- 하가    작가
- 강지영 작가
- Dorae  작가
- 광홍    작가
- 쓩늉    작가
- 장윤호 작가
- 손지상 작가
- 송래현 작가
- 여강현 작가
- 박해성 작가
- 이현민 작가
- 단지    작가
- 김기범 작가
- 억수씨 작가
- 김칸비 작가
- 강두영 작가
- DORAE 작가
- 유승종 작가
- 정혜나 작가
- 정희진 작가
- 황준호 작가
- 이종범 작가
- 돌배 작가
- 루즌아 작가
- 사이사 작가
- 두엽 작가
- 김계란 작가

## 연혁
- 2019년 11월: Bullet 웹툰저널 설립

- 2020년 서울웹툰아카데미(SWA) 개교

- 2020년 3월: 언론부설 평생교육기관 등록및 운영

- 2021년 7월: 웹툰 인재 육성 프로젝트 웹툰 원데이스쿨·웹툰캠프 진행[2]
- 2022년 6월: 2022 랩워크숍 진행 (성동문화재단)
- 2022년 7월: 웹툰 인재 육성 프로젝트 웹툰 원데이스쿨·웹툰캠프 진행
- 2023년 7월: 웹툰 인재 육성 프로젝트 웹툰 원데이스쿨·웹툰캠프 진행